# لويس مور
لويس مور (بالإنجليزية: Lewis Moore)‏ هو لاعب كرة قدم بريطاني، ولد في 4 يونيو 1998 في باثغيت في المملكة المتحدة. لعب مع نادي كاودينبيث لكرة القدم.

## وصلات خارجية
- لويس مور على موقع قاعدة بيانات كرة القدم.إي يو (الإنجليزية)
- لويس مور على موقع Soccerbase.com (لاعب) (الإنجليزية)
- لويس مور على موقع Soccerway.com (الإنجليزية)